# Asplenium expansum
Asplenium expansum là một loài thực vật có mạch trong họ Aspleniaceae. Loài này được (Willd.) Willd. ex E. Fourn. miêu tả khoa học đầu tiên năm 1872.